# Ополчення

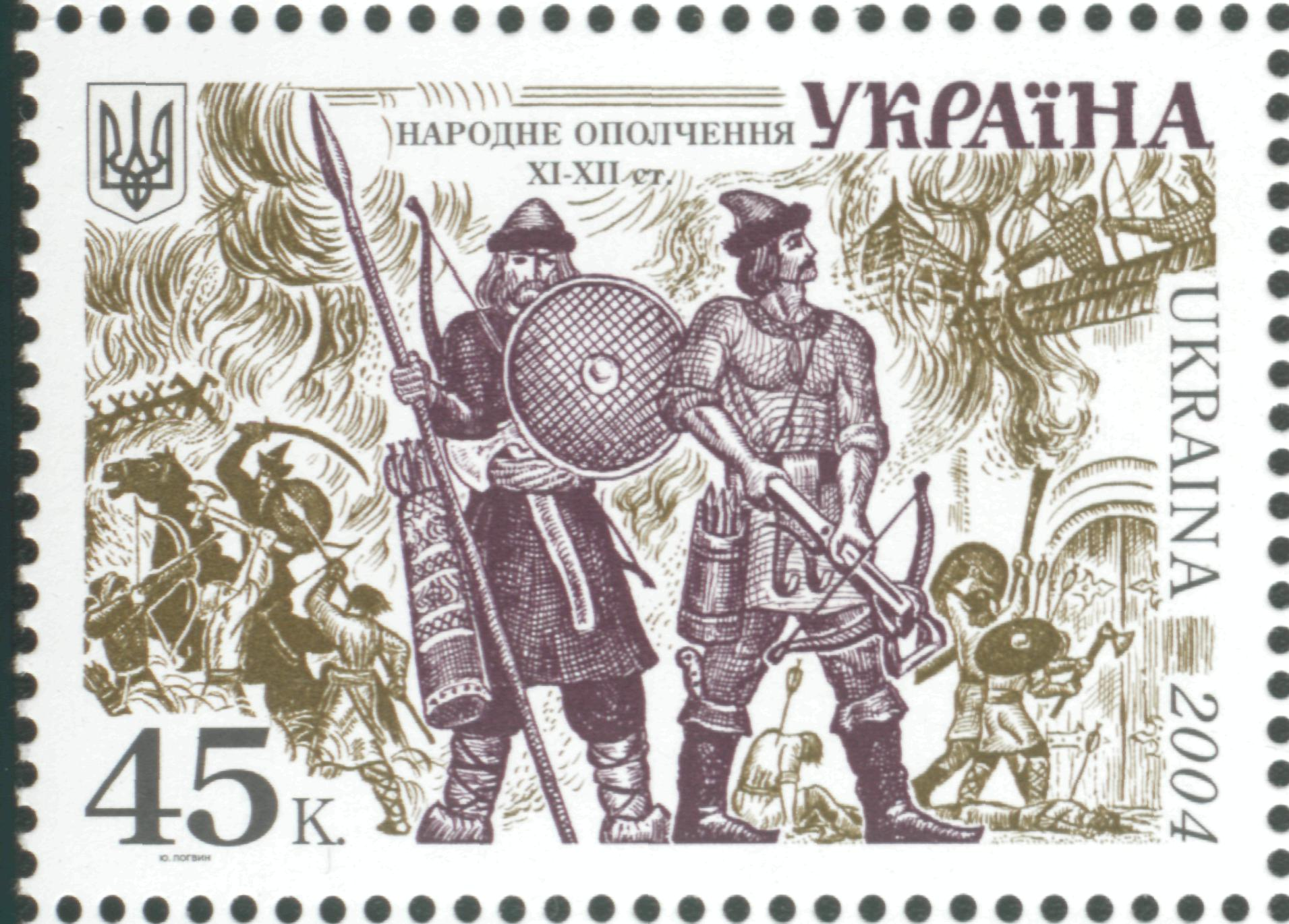
Народне ополчення 12 ст. на марці України. 2004

Ополчéння (також народне ополчення) — допоміжне військо, створюване у надзвичайних умовах воєнного часу з добровольців — цивільного населення, здатного тримати зброю, але звільненого від дійсної військової служби.
За княжої доби (IX—XIV ст.) крім княжого війська — дружини під час ворожого наступу князі скликали народне ополчення, так званих, воїв з рядів міської людності і селян. Вони були організовані на територіальній основі, і кожна земля становила відділ — тисячу на чолі з тисяцьким. Вої не мали однотипного озброєння. Вони становили легко озброєну піхоту без більшого бойового значення. Подібно було організоване ополчення у Великому князівстві Литовському (до половини 16 ст.). У Речі Посполитій ополчення охоплювало насамперед шляхту («посполите рушення»).